# Dipartimento di Rivadavia (Mendoza)
Rivadavia è un dipartimento argentino, situato nella parte centro-settentrionale della provincia di Mendoza, con capoluogo Rivadavia.

## Geografia fisica
Istituito il 18 aprile 1884, esso confina a nord con il dipartimento di Junín, a est con quello di Santa Rosa, a sud con il dipartimento di San Carlos, e ad ovest con quelli di Tupungato e Luján de Cuyo

## Società

### Evoluzione demografica
Secondo il censimento del 2001, su un territorio di 2.141 km², la popolazione ammontava a 52.567 abitanti, con un aumento demografico dell'11,77% rispetto al censimento del 1991.
Abitanti censiti

## Amministrazione
Il dipartimento, come tutti i dipartimenti della provincia, è composto da un unico comune, suddiviso in 13 distretti (distritos in spagnolo), che corrispondono agli agglomerati urbani disseminati sul territorio:
- Andrade
- El Mirador
- La Central
- La Libertad
- Los Árboles
- Los Campamentos
- Los Huarpes
- Medrano
- Mundo Nuevo
- Reducción
- Rivadavia, capoluogo
- Santa María de Oro
- San Isidro